# Liste der Naturdenkmale in Waldweiler
Die Liste der Naturdenkmale in Waldweiler nennt die im Gemeindegebiet von Waldweiler ausgewiesenen Naturdenkmale (Stand 3. Juni 2024).

## Naturdenkmale
| Nr.         | Bezeichnung       | Lage                                         | Beschreibung                | Bild                                    |
| ----------- | ----------------- | -------------------------------------------- | --------------------------- | --------------------------------------- |
| ND-7235-433 | Stechpalmengruppe | östlich des Ortes; Abteilung Im Altholz Lage | Ilex aquifolium, zwei Bäume | Direkt Bild zu diesem Denkmal hochladen |